# Det öde landet
Det öde landet, i original The Waste Land, är en dikt av T.S. Eliot, publicerad 1922. Dikten är ett av 1900-talets viktigaste och mest omskrivna litterära verk.

## Beskrivning
Dikten består av 434 rader indelade i fem delar: De dödas begravning, Ett parti schack, Eldspredikan, Döden genom vatten och Vad åskan sade. Den bygger på flera olika, såväl kristna som grekiska och österländska mytiska motiv och är så full av intertexter att Eliot i andra utgåvan bifogade omfattande noter till verket för att det lättare skulle kunna förstås. Dikten är ett slags domedagsskildring i fem delar där en bild av en uttorkad, förfallen värld tonar fram.
April är den grymmaste månaden, den driver
syrener ur den döda marken, blandar
minne och åtrå, kittlar
stela rötter med vårregn.
(Första raderna ur första delen,
De dödas begravning)
På förstasidan till Det öde landet dediceras dikten till den amerikanske poeten Ezra Pound (For Ezra Pound il miglior fabbro, "Till Ezra Pound den bättre hantverkaren"), som umgicks i samma kretsar som Eliot vid tiden den skrevs och redigerade originalmanuset mycket hårt.
Enligt Eliot var de främsta källorna till idéinnehållet folkloristen Jessie Westons bok From Ritual to Romance, som avhandlar graallegenden, och James George Frazers Den gyllene grenen, en inflytelserik studie om fruktbarhetskulter.

## Översättningar
Dikten finns i flera översättningar till svenska: av Karin Boye och Erik Mesterton (1932), Staffan Bergsten (1990) och Jonas Ellerström (2002).